# دابتونيك كرو
دابتونيك كرو Dubtonic Kru هي فرقة ريغي من جامايكا. 
حصلوا على لقب "أفضل فرقة جديدة في العالم 2010 - 2011" في المسابقة الدولية المسابقة العالمية للفرق Global Battle of the Bands.

## روابط خارجية
- الموقع الرسمي
- موقع أوسترودا الريغي
- تم تكريم دابتونيك كرو من قبل الممثل الأمريكي ومنحه جائزة سيمبا
- راديو كبير
- دابتونيك كرو يحصل على جائزة في تحية ثقافة الريغي السنوية السابعة